# Holothrix scopularia
Holothrix scopularia är en orkidéart som beskrevs av Heinrich Gustav Reichenbach. Holothrix scopularia ingår i släktet Holothrix och familjen orkidéer. Inga underarter finns listade i Catalogue of Life.